# Turnen op de Olympische Zomerspelen 1976
Turnen is een van de sporten die beoefend werden tijdens de Olympische Zomerspelen 1976 in Montréal.

## Heren

### team
| rang   | sporter(s)                                                                                                   | land | punten |
| ------ | --- | ---- | ------ |
| Goud   | Sawao Kato Mitsuo Tsukahara Hiroshi Kajiyama Eizo Kenmotsu Hisato Igarashi Shun Fujimoto                     | JPN  | 576.85 |
| Zilver | Nikolaj Andrianov Vladimir Markelov Aleksandr Dityatin Gennadi Kryssin Vladimir Martsjenko Vladimir Tikhonov | URS  | 576.45 |
| Brons  | Lutz Mack Bernd Jäger Michael Nikolay Roland Brückner Wolfgang Klotz Rainer Hanschke                         | GDR  | 564.65 |
| 4      | Zoltán Magyar Imre Molnár Ferenc Donáth Béla Laufer Árpád Farkas Imre Bánrévi                                | HUN  | 564.45 |
| 5      | Eberhard Gienger Volker Rohrwick Edgar Jorek Werner Steinmetz Reinhard Dietze Reinhard Ritter                | FRG  | 557.40 |
| 6      | Dan Grecu Nicolae Oprescu Sorin Cepoi Ion Checicheş Mihai Borş Ştefan Gal                                    | ROU  | 557.30 |
| 7      | Wayne Young Kurt Thomas Peter Kormann Thomas Beach Marshall Avener Bart Conner                               | USA  | 556.10 |
| 8      | Robert Bretscher Ueli Bachmann Philippe Gaille Bernhard Locher Peter Rohner Armin Vock                       | SUI  | 550.60 |

### individuele meerkamp
| rang   | sporter(s)         | land | punten  |
| ------ | ------------------ | ---- | ------- |
| Goud   | Nikolaj Andrianov  | URS  | 116.650 |
| Zilver | Sawao Kato         | JPN  | 115.650 |
| Brons  | Mitsuo Tsukahara   | JPN  | 115.575 |
| 4      | Aleksandr Dityatin | URS  | 115.525 |
| 5      | Hiroshi Kajiyama   | JPN  | 115.425 |
| 6      | Andrzej Szajna     | POL  | 114.625 |
| 7      | Michael Nikolay    | GDR  | 113.600 |
| 8      | Imre Molnár        | HUN  | 113.575 |

### vloer
| rang   | sporter(s)          | land | punten |
| ------ | ------------------- | ---- | ------ |
| Goud   | Nikolaj Andrianov   | URS  | 19.450 |
| Zilver | Vladimir Martsjenko | URS  | 19.425 |
| Brons  | Peter Kormann       | USA  | 19.300 |
| 4      | Roland Brückner     | GDR  | 19.275 |
| 5      | Sawao Kato          | JPN  | 19.250 |
| 6      | Eizo Kenmotsu       | JPN  | 19.100 |

### paard voltige
| rang   | sporter(s)         | land | punten |
| ------ | ------------------ | ---- | ------ |
| Goud   | Zoltán Magyar      | HUN  | 19.700 |
| Zilver | Eizo Kenmotsu      | JPN  | 19.575 |
| Brons  | Nikolaj Andrianov  | URS  | 19.525 |
| Brons  | Michael Nikolay    | GDR  | 19.525 |
| 5      | Sawao Kato         | JPN  | 19.400 |
| 6      | Aleksandr Dityatin | URS  | 19.350 |

### ringen
| rang   | sporter(s)         | land | punten |
| ------ | ------------------ | ---- | ------ |
| Goud   | Nikolaj Andrianov  | URS  | 19.650 |
| Zilver | Aleksandr Dityatin | URS  | 19.550 |
| Brons  | Dan Grecu          | ROU  | 19.500 |
| 4      | Ferenc Donáth      | HUN  | 19.200 |
| 5      | Eizo Kenmotsu      | JPN  | 19.175 |
| 5      | Sawao Kato         | JPN  | 19.125 |

### sprong
| rang   | sporter(s)        | land | punten |
| ------ | ----------------- | ---- | ------ |
| Goud   | Nikolaj Andrianov | URS  | 19.450 |
| Zilver | Mitsuo Tsukahara  | JPN  | 19.375 |
| Brons  | Hiroshi Kajiyama  | JPN  | 19.275 |
| 4      | Dan Grecu         | ROU  | 19.200 |
| 5      | Zoltán Magyar     | HUN  | 19.150 |
| 5      | Imre Molnár       | HUN  | 19.150 |

### brug
| rang   | sporter(s)        | land | punten |
| ------ | ----------------- | ---- | ------ |
| Goud   | Sawao Kato        | JPN  | 19.675 |
| Zilver | Nikolaj Andrianov | URS  | 19.500 |
| Brons  | Mitsuo Tsukahara  | JPN  | 19.475 |
| 4      | Bernd Jäger       | GDR  | 19.200 |
| 5      | Miloslav Netušil  | TCH  | 19.125 |
| 6      | Andrzej Szajna    | POL  | 18.950 |

### rekstok
| rang   | sporter(s)       | land | punten |
| ------ | ---------------- | ---- | ------ |
| Goud   | Mitsuo Tsukahara | JPN  | 19.675 |
| Zilver | Eizo Kenmotsu    | JPN  | 19.500 |
| Brons  | Henry Boério     | FRA  | 19.475 |
| Brons  | Eberhard Gienger | FRG  | 19.475 |
| 5      | Gennadi Kryssin  | URS  | 19.250 |
| 6      | Ferenc Donáth    | HUN  | 19.200 |

## Dames

### team
| rang   | sporter(s)                                                                                        | land | punten |
| ------ | ------------------------------------------------------------------------------------------------- | ---- | ------ |
| Goud   | Nelli Kim Ljoedmila Toerisjtsjeva Olga Korboet Elvira Saadi Maria Filatova Svetlana Grozdova      | URS  | 390.35 |
| Zilver | Nadia Comăneci Teodora Ungureanu Mariana Constantin Anca Grigoraş Gabriela Truşca Georgeta Gabor  | ROU  | 387.15 |
| Brons  | Gitta Escher Marion Kische Kerstin Gerschau Angelika Hellmann Steffi Kräker Carola Dombeck        | GDR  | 385.10 |
| 4      | Márta Egervári Krisztina Medveczky Margit Tóth Éva Óvári Mária Lővei Márta Kelemen                | HUN  | 380.15 |
| 5      | Anna Pohludková Ingrid Holkovičová Jana Knopová Eva Pořádková Drahomíra Smolíková Alena Černáková | TCH  | 378.25 |
| 6      | Kimberly Chace Debra Willcox Leslie Wolfsberger Colleen Casey Carrie Englert Kathy Howard         | USA  | 375.05 |
| 7      | Andrea Bieger Petra Kurbjuweit Jutta Oltersdorf Traudi Schubert Uta Schorn Beate Renschler        | FRG  | 373.50 |
| 8      | Satoko Okazaki Miyuki Hironaka Nobue Yamazaki Chieko Kikkawa Sakiko Nozawa Kyoko Mano             | JPN  | 372.10 |

### individuele meerkamp
| rang   | sporter(s)              | land | punten |
| ------ | ----------------------- | ---- | ------ |
| Goud   | Nadia Comăneci          | ROU  | 79.275 |
| Zilver | Nelli Kim               | URS  | 78.675 |
| Brons  | Ljoedmila Toerisjtsjeva | URS  | 78.625 |
| 4      | Teodora Ungureanu       | ROU  | 78.375 |
| 5      | Olga Korboet            | URS  | 78.025 |
| 6      | Gitta Escher            | GDR  | 77.750 |
| 7      | Márta Egervári          | HUN  | 77.325 |
| 8      | Marion Kische           | GDR  | 76.950 |

### sprong
| rang   | sporter(s)              | land | punten |
| ------ | ----------------------- | ---- | ------ |
| Goud   | Nelli Kim               | URS  | 19.800 |
| Zilver | Carola Dombeck          | GDR  | 19.650 |
| Zilver | Ljoedmila Toerisjtsjeva | URS  | 19.650 |
| 4      | Nadia Comăneci          | ROU  | 19.625 |
| 5      | Gitta Escher            | GDR  | 19.550 |
| 6      | Márta Egervári          | HUN  | 19.450 |

### brug met ongelijke leggers
| rang   | sporter(s)        | land | punten |
| ------ | ----------------- | ---- | ------ |
| Goud   | Nadia Comăneci    | ROU  | 20.000 |
| Zilver | Teodora Ungureanu | ROU  | 19.800 |
| Brons  | Márta Egervári    | HUN  | 19.775 |
| 4      | Marion Kische     | GDR  | 19.750 |
| 5      | Olga Korboet      | URS  | 19.300 |
| 6      | Nelli Kim         | URS  | 19.225 |

### evenwichtsbalk
| rang   | sporter(s)              | land | punten |
| ------ | ----------------------- | ---- | ------ |
| Goud   | Nadia Comăneci          | ROU  | 19.950 |
| Zilver | Olga Korboet            | URS  | 19.725 |
| Brons  | Teodora Ungureanu       | ROU  | 19.700 |
| 4      | Ljoedmila Toerisjtsjeva | URS  | 19.475 |
| 5      | Angelika Hellmann       | GDR  | 19.450 |
| 6      | Gitta Escher            | GDR  | 19.275 |

### vloer
| rang   | sporter(s)              | land | punten |
| ------ | ----------------------- | ---- | ------ |
| Goud   | Nelli Kim               | URS  | 19.850 |
| Zilver | Ljoedmila Toerisjtsjeva | URS  | 19.825 |
| Brons  | Nadia Comăneci          | ROU  | 19.750 |
| 4      | Anna Pohludková         | TCH  | 19.575 |
| 5      | Marion Kische           | GDR  | 19.475 |
| 6      | Gitta Escher            | GDR  | 19.450 |

## Medaillespiegel
| rang   | land                     | goud | zilver | brons | totaal |
| ------ | ------------------------ | ---- | ------ | ----- | ------ |
| 1      | Sovjet-Unie              | 7    | 8      | 2     | 17     |
| 2      | Japan                    | 3    | 4      | 3     | 10     |
| 3      | Roemenië                 | 3    | 2      | 3     | 8      |
| 4      | Hongarije                | 1    | 0      | 1     | 2      |
| 5      | DDR                      | 0    | 1      | 3     | 4      |
| 6      | Frankrijk                | 0    | 0      | 1     | 1      |
| 6      | Verenigde Staten         | 0    | 0      | 1     | 1      |
| 6      | Bondsrepubliek Duitsland | 0    | 0      | 1     | 1      |
| totaal | totaal                   | 14   | 15     | 15    | 44     |